# Zaglyptogastra novaguinensis
Zaglyptogastra novaguinensis är en stekelart som beskrevs av El-heneidy och Donald L.J. Quicke 1991. Zaglyptogastra novaguinensis ingår i släktet Zaglyptogastra och familjen bracksteklar. Inga underarter finns listade i Catalogue of Life.